# Проєкт директиви про кримінальні заходи, спрямовані на забезпечення захисту прав інтелектуальної власності
Проєкт директиви про кримінальні заходи, спрямовані на забезпечення захисту прав інтелектуальної власності (2005/0127/COD) була пропозицією Європейської комісії щодо директиви, спрямованої на «доповнення Директиви 2004/48/ЄС від 29 квітня 2004 року про захист прав інтелектуальної власності (цивільно-правове забезпечення) » ( Джерело: Обґрунтування пропозиції, COM(2005) 276 final, 12 липня 2005 р. ). Директива була запропонована 12 липня 2005 року Комісією Європейських Спільнот.
Будучи другою директивою щодо забезпечення дотримання «прав інтелектуальної власності», її зазвичай називають IPRED2 (Друга директива щодо захисту прав інтелектуальної власності). Перша директива про захист прав інтелектуальної власності, Директива 2004/48/EC, стосується цивільного захисту прав інтелектуальної власності ("IPRED1"). IPRED1 був поспішно прийнятий перед п’ятим розширенням Європейського Союзу 1 травня 2004 року і спочатку включав положення про кримінальні санкції, але ця досить суперечлива частина була опущена, щоб мати можливість вкластися в крайній термін 1 травня 2004 року.
Як було оголошено в Офіційному віснику C 252 від 18 вересня 2010, Європейська Комісія вирішила відкликати пропозицію щодо директиви. Таким чином, кримінальні санкції за захист прав інтелектуальної власності наразі офіційно не пропонуються, навіть якщо це є частиною Acquis communautaire після Лісабонського договору.

## Предмет
Ця запропонована директива містить відповідальність за порушення прав інтелектуальної власності. Він стосується навмисних порушень у комерційних масштабах або пособництва, підбурювання чи підбурювання до порушень.

### Права ІВ спільноти
Запропонована директива стосується «таких прав інтелектуальної власності, які передбачені законодавством Співтовариства та/або національним законодавством держав-членів». У початковому проєкті визначення не надано, і в такому вигляді Директива застосовуватиметься до будь-якого права інтелектуальної власності. Подальші читання Директиви включали пояснення. Прикладами таких прямо включених прав є права sui generis виробників баз даних або права на товарні знаки.

### Патенти
У своєму першому проекті Директива включає порушення патенту, яке традиційно є цивільним питанням. Це, можливо, матиме далекосяжні наслідки для економіки ЄУ, оскільки ризик кримінального переслідування за порушення патентів, коли включаються нові продукти або нові функції, є великим. Крім того, традиційно переважна більшість усіх патентних спорів вирішується в позасудовому порядку до того, як триватимуть цивільні спори про порушення. Законопроект також містить положення, яке дозволить власникам інтелектуальної власності допомагати поліції в розслідуванні, що передає великі повноваження від держави власнику патенту погрожувати суперникам ув'язненням, а не лише цивільним позовом.
У наступному читанні парламент виключив патенти зі сфери дії Директиви.

### Споживачі
Директива стосується умисних, комерційних або навмисних порушень законів про товарні знаки чи авторські права. Поправка, яка б обмежувала дію директиви комерційною діяльністю, яка здійснюється з метою отримання прибутку, була відхилена. Натомість споживачі будуть нести кримінальну відповідальність, якщо їхня поведінка спрямована не на особисті та некорисливі цілі, а з метою отримання економічної вигоди.

## Критика
На думку деяких, IPRED2 не виглядає особливо добре розробленою Директивою. Кількість ухвалених і прийнятих у наступних читаннях поправок є незвичайною, як це видно з процесу розробки. Визначення, які зазвичай містяться в преамбулі або на початку статей, були відсутні до наступних читань. Спочатку стосувалося лише комерційного піратства та контрафактних товарів, у теперішньому вигляді воно включає будь-які порушення прав інтелектуальної власності.
Критика, висловлена EFF, FFII, Спілкою юристів Англії та Уельсу, парламентом Нідерландів та іншими, включає:
- Оригінальна пропозиція не пояснювала терміни, які вона використовувала. Розділ визначення (стаття 1) був доданий лише в наступних читаннях.[15]
- Сфера застосування Директиви занадто широка (стаття 2). Проект директиви все ще стосується ширшого кола порушень інтелектуальної власності, ніж комерційне піратство та контрафакція. Як наслідок, він є набагато ширшим, ніж поточний міжнародний стандарт захисту прав інтелектуальної власності у кримінальному порядку — угода TRIPs 1994 року.[16] Патенти нещодавно були вилучені зі сфери дії, але багато інших прав інтелектуальної власності – ні. Деякі з останніх погано підходять для кримінального регулювання (наприклад, права на бази даних або умовний доступ до режимів платного телебачення).[12]
- Включення пособництва, підбурювання або підбурювання (стаття 3) наражає підприємства на непотрібний ризик кримінальної відповідальности.[13]
- Положення про санкції (стаття 4) були складені поспіхом і містять драконівські заходи, які погано підходять для порушень інтелектуальної власності.[12]

Electronic Frontier Foundation зазначив, що кримінальне право погано підходить для регулювання права інтелектуальної власності і що IPRED2 становить ризик для промисловості та інновацій.
За даними Фонду вільної інформаційної інфраструктури (FFII), неможливо не порушувати патенти на програмне забезпечення, а директива IPRED 2 загрожує більшості європейських розробників програмного забезпечення ув’язненням.
У липні 2006 року нідерландський парламент написав листа комісару ЄС Фраттіні з ретельним юридичним аналізом запропонованої директиви, дійшовши висновку, що предмет запропонованої директиви однозначно виходить за межі компетенції Європейських Спільнот (як визначено в договорах ЄС).